# Općina Ravne na Koroškem
Općina Ravne na Koroškem (slo.:Občina Ravne na Koroškem) je općina u sjevernoj Sloveniji u pokrajini Koruškoj i regiji Koruškoj. Središte općine je grad Ravne na Koroškem.

## Zemljopis
Općina Ravne na Koroškem nalazi se u sjevernom djelu Slovenije. Općina je granična ka Austriji na sjeverozapadu. Općina se nalazi u donjem djelu doline rijeke Meže, ispod Karavanki.
U općini vlada umjereno kontinentalna klima. Najvažniji vodotok u općini je rijeka Meža. Svi ostali vodotoci su mali i njeni su pritoci.

## Naselja u općini
Brdinje, Dobja vas, Dobrije, Koroški Selovec, Kotlje, Navrški Vrh, Podgora, Podkraj, Preški Vrh, Ravne na Koroškem, Sele, Stražišče, Strojna, Tolsti Vrh, Uršlja Gora, Zelen Breg

## Vanjske poveznice
- Službena stranica općine